# 하타 다이가
하타 다이가(일본어: 畑 大雅, 2002년 1월 20일~)는 일본의 축구 선수이다.

## 구단 경력
2020년 J1리그의 쇼난 벨마레에 입단하였다.

## 국가대표팀 경력
그는 2019년 FIFA U-17 월드컵에 참가할 일본 U-17 국가대표팀에 발탁되었으며, 3경기에 출전했다.
2022년 AFC U-23 아시안컵에도 출전했다.